# L’Amore
L'Amore – trzeci album solowy Marka Torzewskiego, wydany 8 lutego 2011 roku przez wytwórnię płytową EMI Music Poland. Album zawiera 10 przebojów włoskiej muzyki popularnej oraz dwa bonusowe utwory „Zapomnij” oraz „L.V.B”. 
Album uzyskał status platynowej płyty.

## Lista utworów
Sporządzono na podstawie materiału źródłowego.
1. „Quando, Quando”
2. „Lontanaza”
3. „Volare”
4. „Che Sara, Sara”
5. „Io Quo Non Vivi Senza To”
6. „Il Mondo”
7. „Musica”
8. „Tornero”
9. „Un Nuovo Bacio”
10. „Caruso”
11. „Zapomnij” (utwór dodatkowy)
12. „L.V.B” (utwór dodatkowy)